# イボウミヘビ
イボウミヘビ（Hydrophis schistosus）は、有鱗目コブラ科ウミヘビ属に分類されるヘビ。

## 分布
セーシェル、マダガスカル南部、パキスタン、インド、バングラデシュ、ミャンマー、タイ、ベトナム、アラビア海、ペルシャ湾で発見されている。

## 形態
濃い灰色をしており、毒牙を持つ。その毒は、マムシの150倍の猛毒で死亡事故も毎年多い、人の致死量は1.5 mgと推定されている。

## 生態
マングローブ林や河口などに生息し、ナマズやフグなどの魚類を食べる。